# Pinhal Litoral
El Pinhal Litoral es una subregión estadística portuguesa, parte de la Región Centro y del Distrito de Leiría. Limita al norte con el Baixo Mondego, al este con el Pinhal Interior Norte y el Medio Tejo, al sur con la Lezíria do Tejo y al oeste con el Oeste y el Océano Atlántico. Área: 1741 km². Población (2001): 249 596. 
Comprende 5 concelhos:
- Batalha
- Leiría
- Marinha Grande
- Pombal
- Porto de Mós

- Datos: Q1547476